# Локгарт (Південна Кароліна)
Локгарт (англ. Lockhart) — місто (англ. town) в США, в окрузі Юніон штату Південна Кароліна. Населення — 384 особи (2020).

## Географія
Локгарт розташований за координатами 34°47′44″ пн. ш. 81°27′58″ зх. д. / 34.79556° пн. ш. 81.46611° зх. д. (34.795618, -81.466097).  За даними Бюро перепису населення США в 2010 році місто мало площу 1,06 км², з яких 0,79 км² — суходіл та 0,27 км² — водойми.

## Демографія
Згідно з переписом 2010 року, у місті мешкало 488 осіб у 204 домогосподарствах у складі 142 родин. Густота населення становила 461 особа/км².  Було 244 помешкання (230/км²).
Расовий склад населення:
| - 91,2 % — білих - 5,9 % — чорних або афроамериканців - 0,8 % — корінних американців |

До двох чи більше рас належало 1,8 %. Частка іспаномовних становила 0,6 % від усіх жителів.
За віковим діапазоном населення розподілялося таким чином: 21,5 % — особи молодші 18 років, 61,1 % — особи у віці 18—64 років, 17,4 % — особи у віці 65 років та старші. Медіана віку мешканця становила 43,6 року. На 100 осіб жіночої статі у місті припадало 95,2 чоловіків;  на 100 жінок у віці від 18 років та старших — 85,0 чоловіків також старших 18 років.
Середній дохід на одне домашнє господарство  становив 31 445 доларів США (медіана — 24 875), а середній дохід на одну сім'ю — 35 588 доларів (медіана — 30 729). За межею бідності перебувало 34,0 % осіб, у тому числі 78,1 % дітей у віці до 18 років та 6,3 % осіб у віці 65 років та старших.
Цивільне працевлаштоване населення становило 118 осіб. Основні галузі зайнятості: освіта, охорона здоров'я та соціальна допомога — 28,0 %, виробництво — 27,1 %, роздрібна торгівля — 16,1 %, мистецтво, розваги та відпочинок — 10,2 %.